# أدهم الصقور
أدهم الصقور (مواليد 29 يناير 1994)  لاعب جمباز أردني يمثل بلده في المسابقات الدولية. نافس في عدة بطولات على مستوى العالم، بما في ذلك بطولة العالم للجمباز عام 2014 في ناننينغ، الصين. 

## روابط خارجية
- أدهم الصقور على موقع الاتحاد الدولي للجمباز (biography) (الإنجليزية)
- أدهم الصقور على موقع اللجنة الأولمبية الدولية (الإنجليزية)